# Igor de Camargo
Igor Albert Rinck de Camargo, noto semplicemente come Igor de Camargo (Porto Feliz, 12 maggio 1983), è un allenatore di calcio ed ex calciatore brasiliano naturalizzato belga, di ruolo attaccante.

## Carriera

### Club
Seppur di origine brasiliana, de Camargo ha quasi sempre militato nel campionato belga, dove ha cominciato a giocare all'età di 17 anni. È il 2000 infatti quando viene acquistato dal Genk.
Nel 2003 passa in prestito allo Heusden-Zolder, per poi tornare al Genk l'anno successivo. A metà stagione 2004-2005 viene ceduto al F.C. Brussels. Nel 2006 viene poi tesserato dallo Standard Liegi, squadra con cui si afferma e guadagna, nel 2009, le sue prime convocazioni con la maglia della Nazionale belga. Sempre con i valloni vince due titoli, gli unici del suo palmarès. Nella stagione 2009-2010 prende parte a tutte le gare ufficiali della sua squadra tranne una, riuscendo a segnare 7 gol.
Nell'estate del 2010, sebbene avesse un contratto che lo legava allo Standard fino a giugno 2013, si accasa al Borussia Mönchengladbach, storico club tedesco appena risalito in Bundesliga. Segna un gol il 22 maggio 2011 al 93' che regala la permanenza in prima serie ai bianconeri (terzultimi classificati) in occasione dello spareggio con il Bochum, terzo classificato in 2. Bundesliga. Passa la seconda parte della Bundesliga 2012-2013 in prestito all'Hoffenheim e poi nel luglio 2013 il giocatore passa allo Standard Liegi, firmando un contratto triennale con opzione per un altro. Per De Camargo si tratta di un ritorno, perché ha già giocato in precedenza con questa maglia. Il 23 giugno 2015 fa ritorno al Genk.

### Nazionale
Debutta in Nazionale maggiore belga nel febbraio 2009, in occasione della gara contro la Slovenia.

## Statistiche

### Presenze e reti nei club
Statistiche aggiornate al 13 marzo 2019.
| Stagione                   | Squadra                    | Campionato                 | Campionato | Campionato | Coppe nazionali | Coppe nazionali | Coppe nazionali | Coppe continentali | Coppe continentali | Coppe continentali | Altre coppe | Altre coppe | Altre coppe | Totale | Totale |
| Stagione                   | Squadra                    | Comp                       | Pres       | Reti       | Comp            | Pres            | Reti            | Comp               | Pres               | Reti               | Comp        | Pres        | Reti        | Pres   | Reti   |
| -------------------------- | -------------------------- | -------------------------- | ---------- | ---------- | --------------- | --------------- | --------------- | ------------------ | ------------------ | ------------------ | ----------- | ----------- | ----------- | ------ | ------ |
| 2006-2007                  | Standard Liegi             | D1                         | 24         | 9          | CB              | 6               | 5               | UCL+CU             | 0                  | 0                  | -           | -           | -           | 30     | 14     |
| 2007-2008                  | Standard Liegi             | D1                         | 32         | 8          | CB              | 4               | 1               | CU                 | 4                  | 1                  | -           | -           | -           | 40     | 10     |
| 2008-2009                  | Standard Liegi             | D1                         | 27+2       | 8          | CB              | 1               | 0               | UCL+CU             | 2+7                | 0+2                | SB          | 1           | 0           | 40     | 10     |
| 2009-2010                  | Standard Liegi             | D1                         | 23+4       | 4+2        | CB              | 1               | 0               | UCL+UEL            | 5+6                | 1+3                | SB          | 1           | 0           | 40     | 10     |
| 2010-2011                  | Borussia M'gladbach        | BL                         | 19+2       | 7+1        | CG              | 2               | 0               | -                  | -                  | -                  | -           | -           | -           | 23     | 8      |
| 2011-2012                  | Borussia M'gladbach        | BL                         | 25         | 5          | CG              | 4               | 1               | -                  | -                  | -                  | -           | -           | -           | 29     | 6      |
| 2012-gen. 2013             | Borussia M'gladbach        | BL                         | 14         | 2          | CG              | 2               | 0               | UCL+UEL            | 2+4                | 0+3                | -           | -           | -           | 22     | 5      |
| Totale Borussia M'gladbach | Totale Borussia M'gladbach | Totale Borussia M'gladbach | 60         | 15         |                 | 8               | 1               |                    | 6                  | 3                  |             | -           | -           | 74     | 19     |
| gen.-giu. 2013             | Hoffenheim                 | BL                         | 8          | 1          | CG              | -               | -               | -                  | -                  | -                  | -           | -           | -           | 8      | 1      |
| 2013-2014                  | Standard Liegi             | D1                         | 21+9       | 3+2        | CB              | 1               | 0               | UEL                | 7                  | 3                  | -           | -           | -           | 38     | 8      |
| 2014-2015                  | Standard Liegi             | D1                         | 27+10      | 10+1       | CB              | 2               | 0               | UCL+UEL            | 4+6                | 0                  | -           | -           | -           | 49     | 11     |
| Totale Standard Liegi      | Totale Standard Liegi      | Totale Standard Liegi      | 67         | 16         |                 | 15              | 6               |                    | 41                 | 10                 |             | 2           | 0           | 237    | 63     |
| 2015-2016                  | Genk                       | D1                         | 23+7       | 6          | CB              | 3               | 1               | -                  | -                  | -                  | -           | -           | -           | 33     | 7      |
| 2016-2017                  | APOEL                      | AK                         | 20+7       | 9+1        | CC              | 7               | 1               | UCL+UEL            | 4+8                | 0+2                | SC          | 1           | 0           | 47     | 13     |
| 2017-2018                  | APOEL                      | AK                         | 20+5       | 11+4       | CC              | 4               | 4               | UCL                | 6+5                | 3                  | SC          | 0           | 0           | 40     | 22     |
| Totale APOEL               | Totale APOEL               | Totale APOEL               | 52         | 25         |                 | 11              | 5               |                    | 23                 | 5                  |             | 1           | 0           | 87     | 35     |
| 2018-2019                  | Mechelen                   | D1-B                       | 26         | 14         | CB              | 6               | 3               | -                  | -                  | -                  | -           | -           | -           | 32     | 17     |
| Totale carriera            | Totale carriera            | Totale carriera            | 355        | 108        |                 | 43              | 16              |                    | 70                 | 18                 |             | 3           | 0           | 471    | 142    |

### Cronologia presenze e reti in Nazionale
| Cronologia completa delle presenze e delle reti in nazionale ― Belgio | Cronologia completa delle presenze e delle reti in nazionale ― Belgio | Cronologia completa delle presenze e delle reti in nazionale ― Belgio | Cronologia completa delle presenze e delle reti in nazionale ― Belgio | Cronologia completa delle presenze e delle reti in nazionale ― Belgio | Cronologia completa delle presenze e delle reti in nazionale ― Belgio | Cronologia completa delle presenze e delle reti in nazionale ― Belgio | Cronologia completa delle presenze e delle reti in nazionale ― Belgio |
| Data                                                                  | Città                                                                 | In casa                                                               | Risultato                                                             | Ospiti                                                                | Competizione                                                          | Reti                                                                  | Note                                                                  |
| --------------------------------------------------------------------- | --------------------------------------------------------------------- | --------------------------------------------------------------------- | --------------------------------------------------------------------- | --------------------------------------------------------------------- | --------------------------------------------------------------------- | --------------------------------------------------------------------- | --------------------------------------------------------------------- |
| 11-2-2009                                                             | Genk                                                                  | Belgio                                                                | 2 – 0                                                                 | Slovenia                                                              | Amichevole                                                            | -                                                                     |                                                                       |
| 28-3-2009                                                             | Genk                                                                  | Belgio                                                                | 2 – 4                                                                 | Bosnia ed Erzegovina                                                  | Qual. Mondiali 2010                                                   | -                                                                     | 44’                                                                   |
| 5-9-2009                                                              | La Coruña                                                             | Spagna                                                                | 5 – 0                                                                 | Belgio                                                                | Qual. Mondiali 2010                                                   | -                                                                     | 70’                                                                   |
| 9-9-2009                                                              | Erevan                                                                | Armenia                                                               | 2 – 1                                                                 | Belgio                                                                | Qual. Mondiali 2010                                                   | -                                                                     |                                                                       |
| 10-8-2011                                                             | Celje                                                                 | Slovenia                                                              | 0 – 0                                                                 | Belgio                                                                | Amichevole                                                            | -                                                                     | 46’                                                                   |
| 2-9-2011                                                              | Baku                                                                  | Azerbaigian                                                           | 1 – 1                                                                 | Belgio                                                                | Qual. Euro 2012                                                       | -                                                                     | 61’                                                                   |
| 6-9-2011                                                              | Bruxelles                                                             | Belgio                                                                | 1 – 0                                                                 | Stati Uniti                                                           | Amichevole                                                            | -                                                                     | 63’                                                                   |
| 7-10-2011                                                             | Bruxelles                                                             | Belgio                                                                | 4 – 1                                                                 | Kazakistan                                                            | Qual. Euro 2012                                                       | -                                                                     | 73’                                                                   |
| 25-5-2012                                                             | Bruxelles                                                             | Belgio                                                                | 2 – 2                                                                 | Montenegro                                                            | Amichevole                                                            | -                                                                     | 66’                                                                   |
| Totale                                                                |                                                                       | Presenze                                                              | 9                                                                     |                                                                       | Reti                                                                  | 0                                                                     |                                                                       |

## Palmarès

### Club

#### Competizioni nazionali
- Campionato belga: 2

Standard Liegi: 2007-2008, 2008-2009
- Campionato cipriota: 2

APOEL Nicosia: 2016-2017, 2017-2018
- Coppa del Belgio: 1

Malines: 2018-2019